# هوای حوا (آلبوم)
 هوای حوا نام یک آلبوم موسیقی اثر  ناصر عبداللهی، هنرمند ایرانی است که در سبک پاپ تهیه شده و دارای ۱۰ آهنگ است.

## فهرست آهنگ‌ها
| ردیف | آهنگ              |
| ۱    | هوای حوا          |
| ۲    | عاشق بودم         |
| ۳    | حکمت              |
| ۴    | بی همتا           |
| ۵    | یکی از همین روزها |
| ۶    | کودکان خیابانی    |
| ۷    | صدای پا           |
| ۸    | ندیم عطلسی‌ها      |
| ۹    | مهر دلبر          |
| ۱۰   | بندرعباس          |